# Tarachodes davidi
Tarachodes davidi es una especie de mantis de la familia Tarachodidae.

## Distribución geográfica
Se encuentra en Mozambique.